# Juan Quiñones
Juan Bautista Segundo Quiñones Carreño (Constitución, 4 de octubre de 1899-Santiago, 31 de marzo de 1970) fue un futbolista chileno, miembro fundador del club Colo-Colo. El uniforme del club Colo-Colo fue definido por él, camiseta blanca, que representaría la pureza; pantalones negros, como símbolo de seriedad; medias negras con una franja blanca. Él presidió la simbólica primera sesión de Colo-Colo, el 19 de abril de 1925. Su primer partido por Colo-Colo fue el 31 de mayo de 1925 contra English cuyo resultado fue una victoria por 6-0.
En 1931, encabezó junto a Juan Lorca la creación oficial de la sección infantil del club Colo-Colo, compuesta por tres equipos donde los jugadores eran asignados de acuerdo a su año de nacimiento y estatura. Él mismo hacía que los niños hicieran el siguiente juramento; “Juráis en nombre de David Arellano defender físicamente, moralmente, intelectualmente y económicamente el prestigio de los colores albos”, donde se esperaba la respuesta: “Sí, juramos”. La primera directiva de esta sección estuvo conformada por Juan Quiñones en la presidencia, Enrique Carvajal y Luis Gómez, quienes se desempeñaron respectivamente como secretario y tesorero.
Los restos de Juan Quiñones descansan en el cementerio de la playa en la ciudad de Constitución, en dicha ciudad, la sede local de Colo Colo lleva su nombre...

## Clubes
| Club       | País  | Año         |
| ---------- | ----- | ----------- |
| Magallanes | Chile | 1919 - 1925 |
| Colo-Colo  | Chile | 1925 - 1928 |

## Palmarés

### Campeonatos nacionales
| Título                                                | Club       | País  | Año  |
| ----------------------------------------------------- | ---------- | ----- | ---- |
| Copa República de la Asociación de Fútbol de Santiago | Magallanes | Chile | 1920 |
| Copa República de la Asociación de Fútbol de Santiago | Magallanes | Chile | 1921 |
| Liga Metropolitana                                    | Colo Colo  | Chile | 1925 |
| Liga Central de Football de Santiago                  | Colo Colo  | Chile | 1928 |

## Honores
Hoy en día existe una filial que lleva su nombre ubicada en la comuna de La Pintana, Santiago de Chile.